# Eladio Laredo
Eladio Laredo y Carranza (Castro-Urdiales, 1 de noviembre de 1864-Santa Cruz de Tenerife, 1941) fue junto con Javier González de Riancho y Ricardo Lorenzo, el arquitecto cántabro más reconocido de todo el siglo XX. Vinculado a una arquitectura historicista, realizó proyectos en su Cantabria natal, en Madrid y en las islas Canarias.

## Obras destacadas
- Casa General Bazán, construida en 1892.
- Palacio de Ocharán, construido en 1901.
- Hotel Royal (actualmente Casa de Cultura), construido en 1902.
- Teatro Infanta Isabel, construido en 1907.
- Plaza de toros de Castro Urdiales, construida en 1910.[4]
- Castillo de Ocharán, construido en 1914.
- Palacio de Bermejillo, construido en 1916.
- Edificio Grassy, situado al comienzo de la Gran Vía madrileña, construido en 1916.
- Museo Municipal de Bellas Artes de Santa Cruz de Tenerife, construido en 1929.